# X-Rated Critics Organization
X-Rated Critics Organization або XRCO — група письменників та редакторів з порноіндустрії, яка кожного року презентує нагороди у визнання досягнень в цій індустрії.

## Історія
Організація була заснована 1984 року, і складалась з письменників з Лос-Анджелеса, Нью-Йорка та Філадельфії.
Перша XRCO Award була представлена 14 лютого 1985 року. До 1991 року нагородження проходило виключно на День святого Валентина.